# Karel Rechlík
Karel Rechlík (* 1. března 1950 Brno) je český výtvarník, grafik a výtvarný teoretik žijící v Brně. Zabývá se především malbou a vitrážemi pro sakrální prostory. Na Fakultě architektury VUT v Brně přednáší symboliku sakrální architektury.